# Jason Fuchs
Jason Fuchs (Nova Iorque, 5 de março de 1986) é um ator e roteirista estadunidense.

## Filmografia

### Cinema
| Ano  | Título                     | Papel          |
| ---- | -------------------------- | -------------- |
| 1996 | Flipper                    | Marvin         |
| 1998 | Louis & Frank              | Louis Jr.      |
| 1998 | Jane Austen's Mafia!       | Vincenzo       |
| 2000 | Spooky House               | Yuri           |
| 2003 | The Hebrew Hammer          | Adolescente    |
| 2004 | Winter Solstice            | Bob            |
| 2006 | Pitch                      | Jason          |
| 2010 | Holy Rollers               | Leon Zimmerman |
| 2010 | The Firefly and the Bride  | Brat           |
| 2012 | Ice Age: Continental Drift | Escritor       |
| 2015 | Pan                        | Escritor       |
| 2016 | La La Land                 | Carlo          |
| 2017 | Wonder Woman               | Escritor       |

### Televisão
| Ano  | Título                            | Papel            |
| ---- | --------------------------------- | ---------------- |
| 1998 | Cosby                             | David            |
| 2000 | The Sopranos                      | Junior Sontag    |
| 2000 | The Beat                          | Joshua Meyerwitz |
| 2002 | Law & Order: Criminal Intent      | Ricky Feldman    |
| 2002 | Law & Order: Special Victims Unit | Nick Radsen      |
| 2003 | Fillmore!                         | Johnny Nevada    |
| 2003 | Ed                                | Wesley Stout     |
| 2005 | All My Children                   | Ryan (jovem)     |
| 2012 | Rags                              | Escritor         |

### Jogos eletrônicos
| Ano  | Título              | Papel                           |
| ---- | ------------------- | ------------------------------- |
| 2004 | Red Dead Revolver   | Billy Cougar / Jody / Jovem Red |
| 2005 | Bully               | Bo                              |
| 2008 | Grand Theft Auto IV | A multidão de Liberty City      |